# Muzej nedolžnosti
Muzej nedolžnosti (turško Masumiyet Müzesi) je roman turškega romanopisca in nobelovega nagrajenca Orhana Pamuka, objavljen 29. avgusta 2008. Roman je bil preveden v slovenščino leta 2012. 
Zgodba, ki je postavljena v Carigrad med letoma 1975 in 1984, je pripoved o ljubezni med bogatim poslovnežem Kemalom in njegovo veliko revnejšo daljno sorodnico Füsun. Knjiga se ukvarja z vlogo žensk v Turčiji, zbirkami, lastništvom, posestvovanjem lepote pa tudi vidno zapletenim odnosom turškega poslovneža do žensk v njegovem življenju. 

### Muzej nedolžnosti v Istanbulu
Muzej, kot kraj navdiha in uvida v zapleten svet, pa tudi kraj, kjer ljudje izobesijo svoje zbirke, svoje podobe lepote, ima velik pomen za roman.  
Avtor je v želji po še dodatnem izpostavljanju tega elementa svojega pisanja želel vzporedno s svojim romanom odpreti tudi muzej. Muzej naj bi bil poln izdelkov vsakdanjega življenja iz obdobja v katerem je roman bil napisan, torej od leta 1975 pa do sedanjosti.  
Prvi poskus muzealne predstavitve predmetov bi se zgodila v Frankfurtu, a razstava ni bila izvedena. Končno mu je uspelo muzej odpreti aprila 2012 v Instanbulu. Vstop v muzej je prost, če obiskovalec prinese s sabo izvod knjige. 

### Spopad med vzhodom in zahodom
Pamukovo delo se pogosto ukvarja s spopadom kulture med Vzhodom in Zahodom, kar je bilo omenjeno kot razlog, da je dobil Nobelovo nagrado za književnost. Roman nenehno navaja vpliv Zahoda (Evrope in Amerike) na istanbulsko kulturo, tako preko ideje muzejev kot filmske industrije, ki postaja velik del romana.  